# ドラゴンラージャの登場人物一覧
ドラゴンラージャの登場人物一覧（ドラゴンラージャのとうじょうじんぶついちらん）とはイ・ヨンドの小説『ドラゴンラージャ』の登場人物の一覧である。
基本的に名前がわかっている者のみを、登場順に記す。

## 主要登場人物
フチ・ネドバル（후치 네드발、Hoochie Nedval、修奇・尼德法）
本作の主人公である17歳の少年で、村のはずれの家に住んでいる。
敬愛する母親をアムルタットに殺されたことに加え、アムルタットの巣に群がるモンスターたちの襲撃から、深くアムルタットを憎悪している。ロウソク職人の父親がおり、親子仲は良い。
父親は第9次アムルタット征伐軍に参加し、第4部隊（パイカー部隊）に所属した。その後、ヘルタント子爵やデートリヒ、ローネンと共にゴブリンの捕虜となった。
幼馴染のジェミニとは恋人のような関係にあり、また、ヘルタントで幻影のオーガとの戦いで死に瀕した際に彼女の名を呼んだ結果、現地にて「レディ・ジェミニのナイト、フチ卿」と呼ばれる事になる。これ以外にも、タイバーン（ハンドレイク）からは物事が旨く見抜けないのことから「目の見える盲者」、オークからは巨大な岩を軽々と持ち上げた（OPGのおかげ）ので「ロウソクモンスター」と呼ばれるなど作中ではさまざまなあだ名で呼ばれている。
かつてはジェミニと同名の愛馬と行動を共にしていたが、その馬がオークに食われて死んだあと、サンダーライダーが愛馬となった。
ネクソンの反逆を暴いたので勲章を貰い（勲章を何処にしまったか忘れたらしい）、クラドメッサの件では国王に伯爵の地位を賜った。
カールがヘルタント子爵の異母弟だと知る数少ない人物。又、サンソンの婚約者の名前も知っており、脅しの種にすることがある。
自分を殺す権利が相手にあるという意思表示で、それによって自分も躊躇なく相手を倒す口実ができるという考えの元、戦闘開始時や命を賭す際に｢死んでみよう！｣と発言する傾向にある。
フチの名前の由来はもともと厚顔無恥(후안무치)から取ったもの。なお、ハルシュタイル家に潜入するために女装する際は「フチーリア」と名乗った。
主な装備としては「サントレラの歌」で酒代の代わりに預けられた剣・バスタードソードや、タイバーンから助けた謝礼として貰った伝説の籠手「オーガ・パワー・ガントレット」(OPG)などがある。OPGを装着したときはオーガ並みの怪力を得られる。
また、得意技として腕を振り回すと体全体が回転する事を利用した「OPG無識剣」とその派生技があるほか、蝋を煮込んでいる鍋を掻き混ぜる動作を応用した技、さらにはサンソンから教わった剣術を型通りに体現する「サンソナリゼーション」などがある。
サンソン・パーシバル（샌슨 퍼시발、Sanson Percival、杉森・費西佛）
ヘルタント城の警備兵隊長である大男で、フチの昔馴染みの兄貴分でもある。年齢は27歳。鍛冶職人ジョイスの息子で、過保護気味の母親と8歳の弟を持つ。故郷に婚約者がいるが本編で詳しく語られることはなかった。
第9次アムルタット征伐軍に参戦した際、カッセルプライムの敗死を受け征伐軍は壊滅。その後生き残った兵士達と共にヘルタントに帰還し、身代金調達のためのカールの旅にヘルタント使節団護衛役として参加する。
並み外れた身体能力とヘルタントで数多くの死線を潜り抜けた経験を持ち、一行で最強の戦士である。
一方で女性に弱く、婚約者がいたにもかかわらず序盤ではイルリルに心酔していた。また、前述のとおり年の離れた弟がいるが、子供は苦手である。全体的に子供っぽい性格の上考えが浅いが、行動力と決断力に長けており、カール不在時にリーダーを務めたこともある。大食いで、他人に食べ物を譲らない。
愛馬は「シューティングスター」。作中では主に、アンデッド対策のため銀メッキが施されたヘルタント領主支給品のロングソードを扱っていたが、武器一般に通じておりメイスやスピアを使ったこともある。物語終盤にキルシオンからプリムブレードを譲り受けた。
クラドメッサ暴走事件の後はカールの補佐として首都に残った。『フューチャーウォーカー』ではカールの貴族弱体化計画を手伝い、また第十二軍団の軍団長に指名され、青の山脈に侵攻してきたジャイファン軍を撃破した。後世の書物では「比類なき知恵と勇気を持ち合わせた賢者であり英雄」と称えられている。
カール・ヘルタント（칼 헬턴트、Karl Heltant、卡爾・賀坦特）
ヘルタント使節団長を務める中年男性。中肉中背に茶髪と外見的な特徴に乏しい反面、博識かつ温厚な性格をしている。読書家を自称するが、つまるところ無職である。実はヘルタント子爵の異母弟。（城の下女を母に持つ庶子）以前、各地を放浪していたが、正式に弟として城に迎えたいとの兄の誘いを遠慮し、代わりに生活を保障され領内の森に隠遁していた。
怒り高ぶった際には、温厚さをかなぐり捨てた毒舌家としての本性が現れる。国王謁見時など一歩間違えれば首が飛びかねない状況であっても毒舌を止めないため、フチからは「大毒舌家」と称された。相手を呼ぶときは姓名で呼んでおり、女性に対しては（姓）嬢と呼ぶ。あらゆる学問に通じておりジャイファン語も堪能。
高い弓の技術を持つが、本人は「いくらか弓矢を扱える」と謙遜している。また周囲の誰もが一目置くほどに知力・決断力・胆力に秀でており、旅の終わりまでリーダーとして一行を導き続けた。
クラドメッサ暴走事件後、キルシオンの遺言を受け、王国の中央集権化のために奮闘する。『フューチャーウォーカー』では貴族の弱体化とバイサス-ジャイファン戦争の終結を目論み、様々な工作を行っている。後世の書物には「大賢者」と記され、バイサスの近代化を成し遂げた人物として称えられている。
愛馬は「トレール」。装備はロングボウ。
ジェミニ・スマインターグ（제미니 스마인타그、Gemini Smeintag、傑米妮・史麥塔格）
ヘルタントに暮らす17歳の少女。フチの幼馴染で、「ジェム」の愛称で呼ばれる。領主の森の森番の娘。酒乱の気があり、未成年であるにもかかわらず一度ならず飲酒し、騒乱を起こしている。ミュラカイン・サポーネと呼ばれる高級ワインがお気に入り。料理はあまり得意ではないが裁縫は出来る。フチ達の旅に同行することは無く、物語の序盤と終盤にのみ活躍するが、中盤においてもフチの語りを通して、あるいは彼の夢や妄想の登場人物として幾度となく登場している。
カールからは「スマインターグ嬢」と呼ばれていた。
ハンドレイク・ヒュリチェル（핸드레이크 휴리첼、Handrake Hurichel、亨德列克・修利哲）
別名「タイバーン・ハイシーカー（Tyburn Highseeker）」。白髪で盲目の老魔術師で、フチにOPGを渡して彼が旅するきっかけを作った。
実は養子であり弟子でもあったシオネによってヴァンパイアにされており、年齢は300歳を超えている。
歴史上の大魔術師、英雄として名高い人物であったが史料が乏しく謎に包まれていた。
同じくバイサス史、魔法史に名を残す著名な大魔術師“虹のソロチャー”も彼の弟子のひとり。
対立する種族であるドラゴンと人間の相互理解、発展の為にドラゴンラージャを作った張本人で、彼自身が物語のテーマの中核を成している。人生を通し、八つの星の収集と破壊、永遠の森の創造、バイサス建国や12人の橋の作成など、幾つもの歴史的な出来事に関わってきた。だが、念願であった全種族の神への到達がそもそも理論的に不可能であったことを悟り、最後の希望であったクラス10の究極魔術による新世界創造の概念も不可能だったという事実に直面し、現在は後悔と悲哀に満ちた放浪生活を送っている。
著者によるドラゴンラージャ外伝にあたる短編「골렘（ゴーレム）」「키메라（キメラ）」「행복의 근원（幸福の源）」（いずれも未訳）にも登場しており、意外にもひょうきんで間の抜けた性格であることが分かる。
イルリル・セレニアル（이루릴 세레니얼、Iruril Serenial、伊露莉・謝蕾妮爾）
美しいエルフの女性。年齢は120歳以上。剣術、魔術、精霊術に精通している。おっとりした性格で、他種族の常識や考え方に疎い。
ハンドレイクを探すためにデルハーパに向かう旅路でフチ達と出会い、仲間となる。なかなかハンドレイクに会えない中、セピアパイン峠で出会ったリッチモンドに可能性を見いだし途中フチ達と分かれて彼を追った。
クラドメッサが暴走した際、ブルードラゴンであるジゴレイド共に合流する。その後、ジェレイントとレニを、無事イルスに送り届け、フチと再会するも、すぐにタレニアンのいるレブネイン湖へと行く。
『フューチャーウォーカー』では人間などの出生率低下の原因がエルフであると疑われ、グランドストームに呼び出された。後にサウスグレードから来たジェレイントらと合流している。
続編『그림자 자국（影の痕跡、未訳）』では、1000年の時を経てエルフたちの代表となったイルリルが登場し、物語の主人公の一人を務める。
シリキアン男爵邸で手に入れた「ラショナルセレクション」を愛馬としている。装備はエストック、マンゴーシュ、コンポジットボウ。
エクセルハンド・アインデルフ（엑셀핸드 아인델프、Axelhand Eindelf、艾賽韓德・愛因德夫）
年齢は300歳以上。ドワーフの最高位に位置する「ノッカー」。耳が良い。
レナス市の偽男爵の一件で牢にとらえられていたが、その際にアフナイデルに助けられたため、いたく彼を気に入っている。
クラドメッサ暴走事件後、アフナイデル、青年ジャックと共にドラゴンロードのいる大迷宮へと向かう。
『フューチャーウォーカー』ではアフナイデル、ジェレイント、アイルペサスと共にサウスグレードを旅し、デスナイトの復活に巻き込まれる。
アフナイデル（아프나이델、Aphnaidel、亞夫奈德）
魔術師。フチからは「トップメイジ」と呼ばれており、そのまま通称になった。クラス3のラーナーであり、あまり高等な魔法は使えないが、旅の中ではフチたち一行の大きな助けとなった。アフナイデルとは師であるジョナダン・アフナイデルにちなんだ偽名であり、本名は最後まで明かされなかった。
元は大魔術師を名乗りシリキアン男爵に仕える敵だったが、フチ達（と言うよりイルリルの言葉）により改心した。
得意魔法はバインド、ファイヤーボール等。ファミリア（魔術師の友）のコウモリの名前はイルリルにその呪文を教えてもらったため「イルリル」と名づけた。ファミリアはその後ネクソンとの戦いで死亡。精神に大きなダメージを受けた。愛馬は「セレニアル」。
カーンアディウムでのオークとの戦いでは大活躍した(エクセルハンド談)。
クラドメッサ暴走事件後、エクセルハンドに付き添い、大迷宮へと向かう。
『フューチャーウォーカー』ではエクセルハンド、ジェレイント、アイルペサスと共にサウスグレードを旅し、デスナイトの復活に巻き込まれる。
続編『그림자 자국（影の痕跡）』においては、「最後の大魔術師」と呼ばれ、自らが望んだ通り歴史に長く名を残す偉大な魔術師となった。老年に入ったある日、イルリルに見守られて旅立ったという逸話も語られる。
エデリン（에델린、Edelin、艾德琳）
トロール。エデルブロイに仕えるプリースティスであり、「癒しの手」の異名を持つ。身長は約5.5キュビットで座高は約3キュビット。肌は緑色で瞳は黄色い。装備はスタッフ。
幼い頃は褐色山脈の洞窟に住んでいたが、国王が派遣した討伐軍により同胞を皆殺しにされ、自身は生け捕りにされた。その後、ハンドレイクの手に渡り、何らかの呪文で人の言葉を話せるようにされた上でエデルブロイ神殿の総本山であるグランドストームに預けられた。
その信心深さから神殿の方も彼女を受け入れ、「エデリン」（エデルブロイの娘）の名を授かる。そして、プライムミーティングでエデルブロイのプリースティスとして認められ、首都で布教活動や奉仕活動ができるようになる。
巡礼者として2年近くミッドグレードを流離い、ウエストグレードで布教活動をしようとしていた時にフチ達と会った。
褐色山脈ドワーフの鉱山でシオネに襲われた時、フチ達を助ける。その後、自分がハンドレイクの手によって育てられたことを告白し、クラドメッサを訪れる時に一行の仲間に加わる。
『フューチャーウォーカー』ではジェレイントと連絡を取り合う傍ら、人間などの出生率低下の原因をエルフと疑ったグランドストームから依頼を受けてイルリルを気絶させる。後にサウスグレードから来たジェレイントらと合流している。
ウンチャイ（운차이 발탄、Unchai Baltan、溫柴）
ジャイファンの元スパイ。後に亡命し、フチ達と共に旅をすることとなった。殺気の使い手で、ワイバーンを睨んだだけで怯ませた事があるほか、オーク達からは「目玉モンスター」として恐れられている。また、ジャイファンでのスパイ教育により様々な毒に免疫を持っている。
流れるように剣を操る「ジャイファン式剣術」を体得している。
愛馬は「アンビュラントジェイル」。装備はロングソード。
最初は故国での戒律から女性と直接話すことができなかったが後にできるようになった。また、砂漠育ちであり、高所恐怖症である。
クラドメッサ暴走事件後、ネリア、ハスラーと共に行方をくらましたハルシュタイル侯爵を追う。
『フューチャーウォーカー』ではハルシュタイル侯爵を追いヘゲモニアに進出している。その後、西方の未開拓地へ向かったのか、続編『그림자 자국（影の痕跡）』には彼の姓であるバルタンの名を持つ西の大国が登場し、偉大なる王国の始祖と称えられている。
ネリア（네리아、Neria、妮莉亞）
「トライデントのネリア」と呼ばれる年齢不詳の孤児で、本人は二十歳は過ぎていると語っている。自称ナイトホーク（盗賊の隠語）で、宝石等の高価な品には目がないが、別段自身の生業に好感を持っているわけではない。
幼少の頃から売春や盗みで生計を立てていたことが作中で暗示されており、裏の世界では名が知られている。盗賊ギルドやハルシュタイル侯爵などと関係し、特に物語中盤では彼女を主題に据えたストーリーが展開される。
雷に異常な程恐怖心を抱いているほか、幼少時のトラウマから自分の背中に向けて話す人を嫌う。
愛馬である「エボニーナイトホーク」は、もともとキルシオンの刺客が所有していたものでありネリアが39回飛び乗り、やっと言う事を聞く様になった経緯を持つ。
二つ名の表す通りトライデントを武器としているが、武器というより軽業や壁越えのための道具として所持していた模様。
クラドメッサ暴走事件後、ウンチャイ、ハスラーとハルシュタイル侯爵を追う。
『フューチャーウォーカー』ではハルシュタイル侯爵を追いヘゲモニアに進出している。
キルシオン・バイサス（길시언 바이서스、Gilsyon Vyseus、吉西恩・拜索斯）
バイサス王家の元太子。00年に1度出るかで無いかの聖君の器と言われていたが、貴族院により廃嫡されたため、を王家飛び出して冒険のに出た経緯を持つ34歳前後（フチを「自分の半分の年齢の少年」と言っていたため）。髪は灰色で立派な体格の持ち主。魔法剣プリムブレードを使いこなす。一方しばしばプリムブレードが彼の口を借りて変な事を喋ることに悩まされている。食事は基本的に携帯食料で済ます。ジャイファン語の素養がある。
愛馬である「サンダーライダー」はリッチモンドの呪いによって牡牛にされていた。装備はエゴソード（プリムブレード）、カイトシールド、ハーフプレート、レギンス（金属製）。
5歳の時に冊封された。6年前にプリムブレードを城の宝物倉から盗み、インペリアから飛び出し、その後太子の地位を奪われる。その後、サンダーライダーの解呪と、プリムブレードを黙らせるための呪文が掛かった魔法鞘を買う為、6年振りに首都に戻ろうとしている時にフチ達に会ったが、その後1日も経たない内に分かれ、首都で再会する。
褐色山脈での金髪のレッティのプリーストの攻撃からフチをかばい、フチにサンダーライダーを、サンソンにプリムブレードを、カールにバイサスの未来を託し、死亡した。『フューチャーウォーカー』ではドラゴンスレイヤーにして愛国者として伝説化される。
プリムブレード
大魔法使い「虹のソロチャー」によって造られたエゴソード（自我を持つ剣）で、柄を握ると頭に少女の声で語りかけてくる。話したい時は刃を振動させ、「ウィーン！　ウィーン！」と大きな音を出す。切れ味が鋭く、魔法の扱いにも長けている。
刀身は黒色の金属で、中央に白色の金属が打ち込まれている。なだらかに広がる刀身が急に幅広になって、刀身と鍔が一体になっている。ガードには黒い宝石が埋め込まれていて、グリップには白色の革がまかれている。又ポメルは小さく宝石が埋め込まれている。
敵の体を貫く事が好きだが、嫌がっているフリや怒っているフリをする。おしゃべり好きだが、敵の体を貫く時は敵の心臓の音を聞く為に静かにしている。
容姿端麗で善良な者なら老若男女問わず好きにな一方、スライムは切りつける喜びが無いので嫌い。
当初はキルシオンが持っていたが、本人の没後はサンソンに託された。
ジェレイント・ティンバー（제레인트 침버、Jeraint Chimber、傑倫特・欽柏）
イルス公国でテペリに仕える20代半ばのプリースト。天真爛漫で陽気な性格。非常に非力。クラドメッサのドラゴンラージャを探し出すためにフチたちとともに旅をすることになる。その時にハイプリーストから宝石が装飾された強力なディバインマークを餞別として贈られる。
大迷宮でネクソンに殺されたかと思われていたが、ドラゴンロードに救われる。
ディバインマークに頼らずとも強大なディバインパワーの持ち主であり、大地を揺るがすほどの力も発揮出来る。
クラドメッサ暴走事件後、イルリルに連れられてイルスに帰った。『フューチャーウォーカー』ではエクセルハンド、アフナイデル、アイルペサスと共にサウスグレードを旅し、デスナイトの復活に巻き込まれる。
装備は木製のスタッフやミリタリーフォークなど。
レニ・ハルシュタイル（레니 할슈타일、Lenni Halshteil、雷妮・哈修泰爾）
グレイドンの養女で、ルス公国のデルハーパにある「ホエールズボーンヤード」で働く。ハルシュタイルの実の娘（母は下女）で、大陸最高のドラゴンラージャである。
幼い頃エデリンと同じくハンドレイクに拾われ、グレイドンに引き取られる。クラドメッサのドラゴンラージャになってほしいという要請を受け入れるが、その後にネクソンによって拉致される。
本人はハルシュタイル姓を名乗るのを嫌がっており、複数の父親がいるという現状に困惑し、葛藤している。クラドメッサの死にひどく打ちのめされていた。
現在はジゴレイドとラージャの契約を交わしている。クラドメッサ暴走事件後はイルリルに連れられてイルスに帰った。『フューチャーウォーカー』でもデルハーパで暮らしている様子が描かれる。

## ヘルタント

### ヘルタント家
ヘルタント子爵
子爵。別名「領主さま」。第9次アムルタット征伐軍に参加し、ゴブリンの捕虜となった。後にフチが宝石を持って帰ってきたため、解放された。妻はヘルタント城に篭っている。装備はハーフプレート。
アルバンス・ヘルタント
男爵。別名「若さま」。ヘルタント子爵の息子。首都の士官学校を卒業後、ジャイファンとの戦闘での功を認められ、男爵の位に取り立てられた。第6次アムルタット征伐軍に参加し、戦死した。
ハーメル
ヘルタント領主邸執事。

### ヘルタント城警備兵
ジャレン
銀でコーティングされた剣を持っている。第9次アムルタット征伐軍に参加し、戦死した。
ハリー
銀でコーティングされた剣を持っている。第9次アムルタット征伐軍に参加し、戦死した。サンソンより背が高い。
ターナー
洋酒屋の長男。銀でコーティングされた剣を持っている。トロールとの戦闘で負傷したたっめ、第9次アムルタット征伐軍に参加できなかった。身体能力が高く、傷を負っていても、体を3回転させながら、9回切り付けるという荒技を遣って退ける。精霊召喚に関する知識は常識程度知っている。
チャールズ
サンソンの前任者。100回に及ぶ戦いを領主に褒められた直後に戦死した。

### その他
カールド
4年前にウェアウルフに襲われ死亡したとされていたが、フチ達がミント採集の夜にライカンスロープに成り果てた彼に遭遇する。川の向こうに住んでいた。
ヘナー
酒場“サントレラの歌“を経営している。
ソフィア
トロールを食い止める為に死亡した男が「約束を守れなくてすまない」という言葉を宛てた人。
ジャック
トロールを食い止める為に死亡した男が「約束どおり、母ちゃんをたのむ」という言葉を宛てた人。

## レナス
ユスネ
「十二人の宿」の帳簿整理や金の支払い担当。父は1年前病死し、母はレナス市内の別の場所に住んでいる。
とても気が強く、フチに想いを寄せている。
セリン
ユスネの兄で、「十二人の宿」の料理担当。
シリキアン
偽男爵。饒舌。レナスの闘技場の元締め。高利貸しをしており、利子として自分の闘技場で戦わせている。又レナスの職員や警備兵を殆ど買収している。妻は死亡し、娘は嫁に行っている。
フチ達のせいで殆どの財産を失った。のちに改心して、市庁舎で働いている。
レナン・ウィスター
レナス市警備兵隊長。シリキアン男爵の策略で減俸処分にされた。
デューカン・バターフィンガー
ホビット。名前（姓だけの可能性も）はニックネーム。自称「夜の世界に唯一残された真のロマンティスト」。所有権移転の専門家と称するコソ泥。
フチ達がレナスの監獄から抜け出すのを、エクセルハンドとともに助けた。

## カーライル（現ネドバル）

### ターカー率いる冒険家集団
ターカー・オルヘム
冒険家集団のリーダー格の中年男性。凄腕のベテラン戦士。装備はハルバード、石弓（矢はクォーラル）、ハードレザー。
ターカー率いる冒険家集団は、アビスの迷宮を探索したりシオネを撃退したりレナスの闘技場で一儲けした実績がある。
カーライル（現ネドバル）では肺病に罹った。
サマンダ・クレーティン
茶褐色の髪の若い女性。強力なテペリのプリースティス。装備はロッド（クヌギの木製）。
テペリの教義の影響で快活かつ楽観的で、僧侶の身でありながら異性と交わる、賭博をしたことがある。
クライル
笑窪が特徴的な長髪の大男。ミッドグレードで高名な豪傑。別名「左手のクライル」。装備はファルシオン。カーライル（現ネドバル）では男性の身で産褥熱に罹った。
ペレール
緑色の綾織ローブを身にまとった青年。優秀な魔術師。装備はスタッフ。頭脳明晰かつ真面目で優しいが異性に奥手。カーライル（現ネドバル）では童貞の身で性病に罹った。
その後、カーライル（現ネドバル）に留まり復興を手助けする中で摂政に任命された。

### その他
コダシュ
ジャイファンの元スパイ。ペレールと同じくカーライル（現ネドバル）に留まり復興を手助けする中で摂政に任命された。ジャイファン時代の因習の影響から、いまだに女性と直接会話出来ない。

## イラムス
メリーアン
16歳。生活を援助してくれた叔父を手伝うため、「トラモニカの風」で働いている。両親は病気で死に、姉は領主が後見人になった。フチに想いを寄せている。現在はネドバルの開拓を手伝っている。
レナーズ
「イラムスフライ」を経営している中年の女性。ネリアにいっぱい食わされた旅人を多く見てきた。

## バイサスインペル

### バイサス王家
ルトエリノ・バイサス
初代国王。大魔術師ハンドレイクと共にバイサスを建国し、自らも騎士と名乗った。
ハンドレイクとは友人関係にある一方、彼の信用を得るために「彼の長年の願望であった八つ星を手に入れ、全種族を完成させる」ことに協力することを申し出た。タレニアンの協力を得たルトリエノは「ドラゴンの星」を除く八つ星を破壊した。ルトエリノの理想はハンドレイクとは違い、全種族が自分達の足で歩み、発展していくことだった。騙された事に激怒したハンドレイクに決別される。
セリュデルヘン・バイサス
バイサスインペル初代市長。ルトエリノの三男。
エリネド・バイサス
第4代国王。北方征伐に乗り出し、ハルシュタイル公を服従させた。
ニルシオン・バイサス
現バイサス国王。キルシオンの実弟。独身で30歳前後で灰色の髪。ヘルタント使節団の謁見時にヘルタントを軽視する応対をしたため、フチやカールに嫌われた。
シオネに暗殺されかけるが、ウンチャイ達の活躍により助けられる。
後世の書物には「ニルシオン大王」と記され、称えられている。
デミレノス・バイサス
バイサス王国の王女で、キルシオンの実妹である。灰色の髪で細身の長身。アシャスの在家プリースティス。趣味は園芸。出奔した兄を慕っている。
21年前のクラドメッサ暴走事件の後に誕生しているが、見た目の年齢は20代半ばである。
『フューチャーウォーカー』ではジャイファンの国防大臣の命令でシオネに暗殺されそうになるが、カールたちの助けで事なきを得る。
ジョナダン・アフナイデル
王城警護兵隊長。半白髪で半白の髭を生やしている。アフナイデルの師匠でハスラーの元上官。
リピット・トワリジョン
宮内侍従長。

### ヒュリチェル家
武門で知られる名家。
ローネン・ヒュリチェル
騎士。伯爵。第9次アムルタット征伐軍の指揮官。カミュの兄。実はネクソンの実父ではなく養父。装備はプレートメイル。
『フューチャーウォーカー』では第十二軍団の主席参謀となり、サンソンと共に、青の山脈に侵攻してきたジャイファン軍を撃破した。
カミュ・ヒュリチェル
クラドメッサの元ラージャで、ネクソンの実父である。兄・ローネンの妻との密通が露見して殺された結果、クラドメッサの暴走につながった。
ネクソン・ヒュリチェル（Nexon Hurichel）
エデルブロイの在家プリーストにして、盗賊ギルドのギルドマスター。実はローネンの養子でカミュの実子。21年前のクラドメッサ暴走事件の時点では胎児であったため、実年齢は20～21歳。装備はロングソード、ダガー、OPG。策士としても剣士としても非凡。
永遠の森で5人に分裂し、記憶の5分の3をうしなった。クラドメッサのラージャになったが、シオネに殺された。
グラン・ハスラー
ネクソンの御者兼ボディーガードの中年男性。装備はロングソード、OPG。ネリアに「北部最高の剣士」と呼ばれるほどの剣の達人。
元王城警護兵でエポーニン・デートリヒ姉弟の実父。ハルシュタイル侯爵に妻を殺され子供達を奪われた。
クラドメッサの死後、ウンチャイ、ネリアと共にハルシュタイル侯爵を追う。
『フューチャーウォーカー』ではハルシュタイル侯爵を追いヘゲモニアに進出している。

### ハルシュタイル家
ドラゴンロードからドラゴンラージャの血統を300年間約束された。
ハルシュタイル公
「栄光の七週間戦争」で傷を負ったドラゴンロードを助けた。
ハルシュタイル侯爵
栗毛に白髪が混ざっている。ドラゴンラージャの血統が途絶えたため、ドラゴンラージャの素質を持った子供達を集めている。装備はロングソード、OPG。
グラン・ハスラーの妻を殺害する、リッチモンドにジゴレイドのハッチリンの殺害を依頼するなどの悪事を行ったが、ウンチャイ、ネリア、グランに追われることになる。
『フューチャーウォーカー』ではヘゲモニアまで逃亡している。
後世の書物では、「死をもって国を救おうとしたバイサスの真の恩人」として称えられている。
デートリヒ・ハルシュタイル
カッセルプライムのドラゴンラージャ。エポーニンの弟。ハルシュタイル侯爵の養子。旧姓「ハスラー」。6、7歳の少年。白馬に乗っていた。
第9次アムルタット伐軍に参加し、ゴブリンの捕虜になっている時に死亡した。
エポーニン・ハルシュタイル
デートリヒの姉。ハルシュタイル侯爵の養子。旧姓「ハスラー」。14、15歳。
トルーマン・ハルシュタイル
ハルシュタイル侯爵の養子で、ジゴレイドの元ドラゴンラージャ。大陸最低のドラゴンラージャ。装備はロングソード。『フューチャーウォーカー』ではハルシュタイル侯爵と共に逃亡している。
ハント
ハルシュタイル家の御者。
ケヘルン
ハルシュタイル家の執事。

### 光の塔
ルー
光の塔の1階にある水晶玉から聞こえてくる声の主。声は澄んでいて艶めかしくも優雅で、男か女か区別出来ない。
フィリジャニオプス
キルシオンが自分の鞘に永久化されたサイレンスを掛けて貰おうとした魔術師。
ミューテオン
ユニコーンとペガサスの交配実験をした魔術師。
ケイジ
魔術師。
シーモンスル
クローンがいる魔術師。
ハーン
よく精神凍結をする魔術師。
キルシーナ
フィリジャニオプスが「愛しい人」と呼んだ魔術師。

### 盗賊ギルド
老人ジャック
盗賊ギルドの門番。バイサス王家への反逆罪で処刑された。
中年ジャック
ネリアには「父ちゃん」と呼ばれているが本当の父ではなく、ジャックの父。盗賊ギルドの元マスターでバイサス王家への反逆罪で処刑された。
青年ジャック
装備はダガー、OPG。ネクソンやハスラーと行動していたが、クラドメッサの一件が終わってからはアフナイデル、エクセルハンドとともに大迷宮に向かった。ネリアに思いを寄せていた。
『フューチャーウォーカー』ではバイサスインペルで果物屋を開いている。

## カーンアディウム
カルロス・アンチゴ
カーンアディウムの市長。
ラス・クレブリン
カーンアディウムの警備兵隊長。
アーネンド・ライスター
片腕を失った中尉。

## 八つ星
『栄光の七週戦争』でルトエリノと、彼とともに戦った戦士たちの総称。本来の名は『八星の追求者』。ハンドレイクも戦いに参加したが、彼は騎士ではなく魔術師なので「八つ星」としては数えられていない。
本来、八つ星とは8種族（ドラゴン、人間、エルフ、ドワーフ、オーク、フェアリー、ホビット、残る一つはわからない）を司る8個の宝石のことだったが、長い年月を経てルトエリノ大王とその従者達の英雄伝へと変わってしまった。現在、八つ星の中で残っているのは「ドラゴンの星」だけである。他は300年前にルトエリノがタレニアンの力を借り破壊してしまった。
ルトエリノ・バイサス
戦いの後、バイサス王国を建国。
イルス
『八星の追求者』の一人。戦いの後、イルス公国を建国。自分の剣の先を震わせ、相手を惑わせるという高度な剣術を持つ。300年前、ハンドレイクに斬りかかったことがある。
ハズリット
『八星の追求者』の一人。著書の14巻目に掩蔽や陣形について書いてある。サンソンとペレールは読んだ事がある。
ラインバーグ
『八星の追求者』の一人。装備はハルバード。
カムドリ
『八星の追求者』の一人。装備はバトルアックス。
メルダロー
『八星の追求者』の一人。装備はモーニングスター。
ジェロディン
『八星の追求者』の一人。剣で身をたてた最年長。
チャネル
『八星の追求者』の一人。上品なヘゲモニアン族。
ウターク
『八星の追求者』の一人。ドラゴンロードの部隊との戦闘で戦死。北部の牧童出身。装備はロングボウ。

## ドラゴン
カッセルプライム
ホワイトドラゴンで、ラージャの契約を交わしていたデートリヒとは良好な仲だった。冷気のブレスを出す。体長約300キュビット。
肉を食うとき、大量のミントを必要とするためサンソンら警備兵がミントを採取した。第9次アムルタット征伐軍にデートリヒと共に加わったが、アムルタットとの戦いで敗北し死亡。
アムルタット
ブラックドラゴン。酸のブレスを出す。別名「灰色山脈の恐怖」、「中部街道の悲劇」、「夕陽の監視者」、「ヘルカネスの黒い槍」。約50年前に目覚めた。
ポリモーフした姿は背の高い黒髪の女冒険者。愛称「リタ」。
ジゴレイド
ブルードラゴン。雷のブレスを出す。
かつてはトルーマンとラージャの契約を交わしていた。
ポリモーフした姿は杖を持った青いローブの魔術師。
現在はレニとラージャの契約を交わしている。
クラドメッサ
クリムゾンドラゴン。火炎の槍と呼ばれ「最強のクリムゾンドラゴン」として名高い。ポリモーフした姿は長身の戦士。21年前にカミュが死んだ為に発狂し、ミッドグレードを焼け野原にし、褐色山脈で睡眠期に入った。
目覚めた後にネクソンとラージャの契約を交わしたが、ネクソンがシオネに殺されたの二度目の死により発狂。フチ達との戦いで自殺した。
ドラゴンロード
伝説のゴールドドラゴン。かつての「栄光の七週戦争」でルトエリノ大王に敗北した。
ポリモーフした姿は白いローブの老人。
現在は永遠の森にある大迷宮で眠りについている。八つ星の一つ、ドラゴンの星を持つ。

## その他
ソロイ・マイアーハンド
貴族出身の若いヘビートゥルーパー。第9次アムルタット征伐軍に参加したが、アムルタットに身代金の要求の伝達者に選ばれた。重傷を負った為、食事が困難。紋章の入った指輪をしている。
シオネ
女吸血鬼。赤味がかかった黒髪で黒いローブを着ている。エデリン、レニとは義姉妹。
装備はレイピア、ダガー。得意魔法はブリンク。
アビスの迷宮を彷徨う怪物だったが、ハンドレイクと出会ったことで優れた知性を持つに至り、彼に噛み付きバンパイアにした。カーライル（現ネドバル）領地をゲデンのセイクリッドランドにしたり、バイサス国王を暗殺しようとする等の様々な悪事を行った。
リッチモンド
240年以上の歳月を魔法の修練に捧げたリッチ。別名「スネアトールのダークメイジ」。
サンダーライダーを呪いで牡牛にする、北部の牧童を襲う、ジゴレイドのハッチリンを殺す等の様々な悪事を行った末、イルリルとジゴレイドに殺される。
タレニアン
フェアリークイーン。身長は30cmほど。ハンドレイクとは親密な関係を持つ。
現在はレブネイン湖で湖の番人をしている。
イルリルの友であり、レニの名は彼女の愛称から名付けられた。
マレス・チュバレク
770年のケンタン市長。
バーログ
アビスの迷宮の守護者。タイバーンと契約を交わしており、呼び出しに応え、敵を殺戮する。ヘルタントで12匹のミノタウロスと戦ったが、一瞬で皆殺しにした。

## フューチャーウォーカーの登場人物

### バイサス
虹のソロチャー
ハンドレイクの弟子で、伝説の魔術師。デスナイトとの戦いで有名。プリムブレードを作製した。時間停止の影響で復活する。
ヒドンボリ・アップシリンガー
ケンタンの執務官。
ジュリオ・チュバレク
ケンタン市長。養子にケイト・デソロがいる。

### ヘゲモニア
ミ・V・グラシエル
25歳の巫女。未来を見ることができる「フューチャーウォーカー」の能力を持つ。
ファ・L・グラシエル
ミの妹。羊の世話をしている。
チェイン
POG商会の護衛剣士。感情欠乏症と言われる。
レザー
ゴスビルの賭博師で、魔術師。
ファハス
100年前の吟遊詩人。時間停止の影響で復活する。
ズブルキン・イレドマ
トンビルの医者で、コリのプリースト。
シンスライフ
66年前に「シンスライフの問題」という謎を残して亡くなった富豪。

### ジャイファン
シンチャイ・バルタン
ウンチャイの従兄弟。レッドサーパント号の船長。人間とマーマンの混血ではないかと疑われている。
ハム
ジャイファンの国防大臣。

### イルス
ディムライト・イストフィールド
天空の三騎士の1人。ペガサスのホルスルインを駆る。時間停止の影響で復活する。
グレイ・フィルドロン
天空の三騎士の1人。グリフォンのキン・クライを駆る。時間停止の影響で復活する。
ムスタファ・ハビンス
天空の三騎士の1人。ワイバーンのアイラを駆る。時間停止の影響で復活する。

### その他
アイルペサス
ゴールドドラゴン。ドラゴンロードの娘。普段は少女の姿にポリモーフしている。
ルソン
オーク偵察隊のリーダー。レザーと仲が良い。